# Saison 2013-2014 du Stade lavallois Mayenne Football Club
 (février 2024).
Chronologie
Saison précédente Saison suivante
La saison 2013-2014 du Stade lavallois est la 112e saison de l'histoire du club. Les Mayennais sont engagés dans trois compétitions : la Ligue 2 (29e participation) et la Coupe de France, et la Coupe de la Ligue.

## Effectif et encadrement

### Transferts
| Nom                  | Nationalité | Poste     | Transfert      | Provenance/Destination | Division                |
| -------------------- | ----------- | --------- | -------------- | ---------------------- | ----------------------- |
| Arrivées             |             |           |                |                        |                         |
| Lionel Cappone       | France      | Gardien   |                | Stade brestois 29      | Ligue 1 (D1)            |
| Selim Ben Djemia     | Tunisie     | Défenseur |                | Genoa CFC              | Serie A (D1)            |
| Malik Couturier      | France      | Défenseur |                | Angers SCO             | Ligue 2 (D2)            |
| Guillaume Rippert    | France      | Défenseur |                | FC Energie Cottbus     | 2. Bundesliga (D2)      |
| Hassane Alla         | Maroc       | Milieu    |                | Joueur libre           | Joueur libre            |
| Amara Baby           | Sénégal     | Milieu    | Prêt           | LB Châteauroux         | Ligue 2 (D2)            |
| Sébastien Renouard   | France      | Milieu    |                | CS Fola Esch           | Division Nationale (D1) |
| Antony Robic         | France      | Milieu    |                | Vannes OC              | National (D3)           |
| Emmanuel Thibault    | France      | Milieu    |                | Sablé FC               | CFA2 - G (D5)           |
| Damien Tibéri        | France      | Milieu    |                | AC Ajaccio             | Ligue 1 (D1)            |
| Christian Bekamenga  | Cameroun    | Attaquant |                | USJA Carquefou         | National (D3)           |
| Mamadou Diallo       | Mali        | Attaquant |                | CS Sedan-Ardennes      | Ligue 2 (D2)            |
| Abdoulaye Sané       | Sénégal     | Attaquant | Prêt           | Stade rennais FC       | Ligue 1 (D1)            |
| Départs              |             |           |                |                        |                         |
| Arnaud Balijon       | France      | Gardien   |                | FC Istres OP           | Ligue 2 (D2)            |
| Simon Falette        | France      | Défenseur | Retour de prêt | FC Lorient             | Ligue 1 (D1)            |
| Lindsay Rose         | France      | Défenseur |                | Valenciennes FC        | Ligue 1 (D1)            |
| Pierre Talmont       | France      | Défenseur |                | Le Poiré-sur-Vie VF    | National (D3)           |
| Yohan Betsch         | France      | Milieu    |                | Clermont Foot 63       | Ligue 2 (D2)            |
| Romain Ciaravino     | France      | Milieu    |                | Amiens SC              | National (D3)           |
| Oscar Ewolo          | Congo       | Milieu    |                | Retraite sportive      | Retraite sportive       |
| Ludovic Gamboa       | France      | Milieu    |                | Angers SCO             | Ligue 2 (D2)            |
| Bilal Hamdi          | Algérie     | Milieu    |                | Clermont Foot 63       | Ligue 2 (D2)            |
| Vincent Le Baron     | France      | Milieu    |                | Saint-Colomban Locminé | CFA2 - G (D5)           |
| Jérôme Lebouc        | France      | Milieu    |                | FC Marmande 47         | DH Aquitaine (D6)       |
| Ousmane Traoré       | Sénégal     | Milieu    |                | FC Dieppe              | CFA - A (D4)            |
| Fabrice Do Marcolino | Gabon       | Attaquant |                | USJA Carquefou         | National (D3)           |
| Ghislain Gimbert     | France      | Attaquant |                | ES Troyes AC           | Ligue 2 (D2)            |
| Julien Viale         | France      | Attaquant |                | AJ Auxerre             | Ligue 2 (D2)            |

| Nom            | Nationalité | Poste     | Transfert   | Provenance/Destination | Division     |
| -------------- | ----------- | --------- | ----------- | ---------------------- | ------------ |
| Arrivées       |             |           |             |                        |              |
| Julien Toudic  | France      | Attaquant | (septembre) | CA Bastia              | Ligue 2 (D2) |
| Départs        |             |           |             |                        |              |
| Lhadji Badiane | France      | Attaquant | (novembre)  | SV Stuttgarter Kickers | 3. Liga (D3) |

| Nom            | Nationalité | Poste  | Transfert | Provenance/Destination | Division     |
| -------------- | ----------- | ------ | --------- | ---------------------- | ------------ |
| Arrivées       |             |        |           |                        |              |
| Gary Coulibaly | France      | Milieu | (janvier) | AC Ajaccio             | Ligue 1 (D1) |

### Staff technique
- Entraîneur : Philippe Hinschberger puis Denis Zanko
- Entraîneur adjoint : Denis Zanko puis Patrick Hesse
- Entraîneur des gardiens : Stéphane Osmond
- Préparateur physique : Guillaume Ravé
- Entraîneur équipe B : Bernard Mottais
- Entraîneur U19 : Jean-Fabien Peslier
- Entraîneur U17 : Stéphane Moreau
- Staff sportif : Jean-Marc Miton
- Responsable centre de formation : Stéphane Moreau

## Matchs de la saison

### Matchs amicaux
| Date                     | Adversaire           | Division      | Lieu            | Score | Buteurs du club                          | Affluence |
| ------------------------ | -------------------- | ------------- | --------------- | ----- | ---------------------------------------- | --------- |
| Mercredi 10 juillet 2013 | Le Havre AC          | L2 (D2)       | Gorron          | 2 - 2 | Tibéri 3e, Bekamenga 64e                 |           |
| Samedi 13 juillet 2013   | Le Poiré-sur-Vie VF  | National (D3) | Jard-sur-mer    | 3 - 1 | Bekamenga 1re, Robic 63e, Militosyan 69e |           |
| Mercredi 17 juillet 2013 | US Créteil-Lusitanos | L2 (D2)       | Évron           | 1 - 3 | Militosyan 88e                           |           |
| Samedi 20 juillet 2013   | USJA Carquefou       | National (D3) | Carquefou       | 0 - 0 | -                                        |           |
| Samedi 27 juillet 2013   | Vannes OC            | National (D3) | Theix           | 1 - 0 | Diallo 49e                               | 600       |
| Vendredi 3 janvier 2014  | Le Poiré-sur-Vie VF  | National (D3) | Saint-Berthevin | 0 - 0 | -                                        |           |

### Ligue 2
| Date                       | Journée | Adversaire           | Lieu | Score | Buteurs du club                                       | Class. | Affluence |
| -------------------------- | ------- | -------------------- | ---- | ----- | ----------------------------------------------------- | ------ | --------- |
| Vendredi 2 août 2013       | J01     | FC Metz              | Ext. | 0 - 1 | -                                                     | 17     | 11.148    |
| Vendredi 9 août 2013       | J02     | SM Caen              | Dom. | 1 - 2 | Bekamenga 28e                                         | 18     | 5.577     |
| Vendredi 16 août 2013      | J03     | Clermont Foot 63     | Ext. | 1 - 2 | Bekamenga 32e                                         | 20     | 3.854     |
| Samedi 24 août 2013        | J04     | RC Lens              | Dom. | 0 - 2 | -                                                     | 20     | 5.609     |
| Vendredi 30 août 2013      | J05     | Dijon FCO            | Ext. | 0 - 1 | -                                                     | 20     | 7.777     |
| Vendredi 13 septembre 2013 | J06     | Angers SCO           | Dom. | 4 - 1 | Bekamenga 14e, Robic 40e, Diallo 48e, Alla 65e (pen.) | 19     | 6.736     |
| Vendredi 20 septembre 2013 | J07     | FC Istres OP         | Ext. | 0 - 3 | -                                                     | 19     | 2.077     |
| Mardi 24 septembre 2013    | J08     | Stade brestois 29    | Dom. | 2 - 1 | Bekamenga 22e, Baby 78e                               | 18     | 4.274     |
| Vendredi 27 septembre 2013 | J09     | CA Bastia            | Ext. | 1 - 1 | Renouard 42e                                          | 19     | 1.500     |
| Vendredi 4 octobre 2013    | J10     | AJ Auxerre           | Ext. | 0 - 2 | -                                                     | 19     | 4.287     |
| Vendredi 18 octobre 2013   | J11     | Le Havre AC          | Dom. | 2 - 2 | Bekamenga 61e, Toudic 64e                             | 19     | 4.592     |
| Vendredi 25 octobre 2013   | J12     | Tours FC             | Ext. | 0 - 2 | -                                                     | 19     | 6.234     |
| Vendredi 1er novembre 2013 | J13     | US Créteil-Lusitanos | Dom. | 5 - 1 | Baby 43e 69e, Bekamenga 51e 83e, Diallo 90e           | 18     | 4.231     |
| Vendredi 8 novembre 2013   | J14     | ES Troyes AC         | Ext. | 1 - 0 | Alla 14e                                              | 15     | 10.049    |
| Vendredi 22 novembre 2013  | J15     | AC Arles-Avignon     | Dom. | 1 - 1 | Tibéri 38e                                            | 15     | 4.670     |
| Vendredi 29 novembre 2013  | J16     | Chamois niortais FC  | Ext. | 1 - 0 | Bekamenga 14e                                         | 14     | 4.765     |
| Vendredi 13 décembre 2013  | J17     | LB Châteauroux       | Dom. | 2 - 2 | Bekamenga 55e 79e                                     | 15     | 4.042     |
| Vendredi 20 décembre 2013  | J18     | AS Nancy-Lorraine    | Ext. | 1 - 2 | Robic 68e                                             | 16     | 14.022    |
| Vendredi 10 janvier 2014   | J19     | Nîmes Olympique      | Dom. | 1 - 3 | Baby 5e                                               | 16     | 5.163     |
| Vendredi 17 janvier 2014   | J20     | SM Caen              | Ext. | 1 - 2 | Bekamenga 38e                                         | 18     | 7.687     |
| Vendredi 24 janvier 2014   | J21     | Clermont Foot 63     | Dom. | 0 - 0 | -                                                     | 17     | 3.778     |
| Samedi 1er février 2014    | J22     | RC Lens              | Ext. | 0 - 0 | -                                                     | 18     | 27.511    |
| Vendredi 7 février 2014    | J23     | Dijon FCO            | Dom. | 0 - 0 | -                                                     | 19     | 4.026     |
| Samedi 15 février 2014     | J24     | Angers SCO           | Ext. | 1 - 1 | Renouard 22e                                          | 19     | 9.105     |
| Vendredi 21 février 2014   | J25     | FC Istres OP         | Dom. | 3 - 4 | Adéoti 20e, Bekamenga 37e 45e                         | 19     | 4.960     |
| Vendredi 28 février 2014   | J26     | Stade brestois 29    | Ext. | 1 - 2 | Mimoun 19e                                            | 19     | 7.840     |
| Vendredi 7 mars 2014       | J27     | CA Bastia            | Dom. | 2 - 0 | Alla 2e (pen.), Bekamenga 26e                         | 19     | 5.056     |
| Vendredi 14 mars 2014      | J28     | AJ Auxerre           | Dom. | 3 - 0 | Adéoti 49e, Bekamenga 75e 78e                         | 19     | 5.731     |
| Vendredi 21 mars 2014      | J29     | Le Havre AC          | Ext. | 1 - 1 | Touré 8e (csc)                                        | 19     | 6.383     |
| Vendredi 28 mars 2014      | J30     | Tours FC             | Dom. | 1 - 0 | Alla 59e                                              | 17     | 5.824     |
| Vendredi 4 avril 2014      | J31     | US Créteil-Lusitanos | Ext. | 0 - 4 | -                                                     | 18     | 2.365     |
| Vendredi 11 avril 2014     | J32     | ES Troyes AC         | Dom. | 2 - 1 | Bekamenga 34e 55e                                     | 16     | 5.632     |
| Vendredi 18 avril 2014     | J33     | AC Arles-Avignon     | Ext. | 1 - 1 | Baby 64e                                              | 16     | 2.052     |
| Vendredi 25 avril 2014     | J34     | Chamois niortais FC  | Dom. | 2 - 4 | Rippert 3e, Baby 90+1e                                | 16     | 5.790     |
| Vendredi 2 mai 2014        | J35     | LB Châteauroux       | Ext. | 1 - 1 | Toudic 85e                                            | 16     | 5.719     |
| Mardi 6 mai 2014           | J36     | AS Nancy-Lorraine    | Dom. | 1 - 0 | Robic 66e                                             | 15     | 6.912     |
| Vendredi 9 mai 2014        | J37     | Nîmes Olympique      | Ext. | 1 - 2 | Robic 44e                                             | 17     | 11.711    |
| Vendredi 16 mai 2014       | J38     | FC Metz              | Dom. | 0 - 0 | -                                                     | 17     | 12.840    |

| Rang | Équipe                | Pts | J  | G  | N  | P  | Bp | Bc | Diff |
| ---- | --------------------- | --- | -- | -- | -- | -- | -- | -- | ---- |
| 1    | FC MetzP              | 76  | 38 | 22 | 10 | 6  | 55 | 28 | +27  |
| 2    | RC Lens               | 65  | 38 | 17 | 14 | 7  | 58 | 40 | +18  |
| 3    | SM Caen               | 64  | 38 | 18 | 10 | 10 | 65 | 44 | +21  |
| 4    | AS Nancy-LorraineR    | 61  | 38 | 16 | 13 | 9  | 47 | 37 | +10  |
| 5    | Chamois niortais FC   | 58  | 38 | 15 | 13 | 10 | 51 | 47 | +4   |
| 6    | Dijon FCO             | 57  | 38 | 14 | 15 | 9  | 53 | 42 | +11  |
| 7    | Stade brestois 29R    | 56  | 38 | 15 | 12 | 11 | 38 | 32 | +6   |
| 8    | Tours FC              | 55  | 38 | 15 | 10 | 13 | 63 | 56 | +7   |
| 9    | Angers SCO            | 55  | 38 | 14 | 13 | 11 | 46 | 45 | +1   |
| 10   | ES Troyes ACR         | 52  | 38 | 15 | 7  | 16 | 56 | 44 | +12  |
| 11   | US Créteil-LusitanosP | 50  | 38 | 12 | 14 | 12 | 57 | 58 | -1   |
| 12   | Le Havre AC           | 48  | 38 | 11 | 15 | 12 | 43 | 43 | 0    |
| 13   | AC Arles-Avignon      | 46  | 38 | 10 | 16 | 12 | 36 | 38 | -2   |
| 14   | Clermont Foot 63      | 45  | 38 | 10 | 15 | 13 | 31 | 38 | -7   |
| 15   | Nîmes Olympique       | 44  | 38 | 10 | 14 | 14 | 49 | 54 | -5   |
| 16   | AJ Auxerre            | 43  | 38 | 10 | 13 | 15 | 35 | 45 | -10  |
| 17   | Stade lavallois MFC   | 42  | 38 | 10 | 12 | 16 | 44 | 52 | -8   |
| 18   | LB Châteauroux        | 40  | 38 | 10 | 10 | 18 | 43 | 59 | -16  |
| 19   | FC Istres OP          | 36  | 38 | 9  | 9  | 20 | 48 | 74 | -26  |
| 20   | CA BastiaP            | 24  | 38 | 4  | 12 | 22 | 21 | 63 | -42  |

Promotions et relégations
- Montée en Ligue  1 2014-2015
- Repêché à la suite des rétrogradations administratives d'autres clubs
- Relégation en National 2014-2015

Abréviations
- R : Relégué de Ligue  1 2012-2013
- P : Promu de National 2012-2013

### Coupe de France
| Date                     | Tour    | Adversaire | Niveau                   | Lieu | Score      | Buteurs du club            | Affluence |
| ------------------------ | ------- | ---------- | ------------------------ | ---- | ---------- | -------------------------- | --------- |
| Samedi 17 novembre 2012  | 7e tour | AS Berck   | Promotion de Ligue (D10) | Ext. | 3 - 0      | Diallo 25e, Toudic 35e 44e | 2.500     |
| Vendredi 7 décembre 2012 | 8e tour | AC Amiens  | CFA - A (D4)             | Ext. | 0 - 1 a.p. | -                          | 2.000     |

### Coupe de la Ligue
| Date              | Tour     | Adversaire      | Niveau  | Lieu | Score | Buteurs du club | Affluence |
| ----------------- | -------- | --------------- | ------- | ---- | ----- | --------------- | --------- |
| Mardi 6 août 2013 | 1er tour | Nîmes Olympique | L2 (D2) | Dom. | 0 - 1 | -               | 4.358     |

## Statistiques

### Statistiques collectives
| Compétition       | Débute au tour | Termine  | Matches joués | Gagnés | Nuls | Perdus | Buts pour | Buts contre | Différence |
| ----------------- | -------------- | -------- | ------------- | ------ | ---- | ------ | --------- | ----------- | ---------- |
| Ligue 2           | -              | 17e      | 38            | 10     | 12   | 16     | 44        | 52          | -8         |
| Coupe de France   | 7e tour        | 8e tour  | 2             | 1      | 0    | 1      | 3         | 1           | +2         |
| Coupe de la Ligue | 1er tour       | 1er tour | 1             | 0      | 0    | 1      | 0         | 1           | -1         |
| Total             | -              | -        | 43            | 11     | 12   | 18     | 47        | 54          | -7         |

### Buteurs
| N° | Pos. | Nat. | Nom                 | Ligue 2 | Coupe de France | Coupe de la Ligue | Total |
| -- | ---- | ---- | ------------------- | ------- | --------------- | ----------------- | ----- |
|    | A    |      | Christian Bekamenga | 18      | -               | -                 | 18    |
|    | M    |      | Amara Baby          | 6       | -               | -                 | 6     |
|    | M    |      | Hassane Alla        | 4       | -               | -                 | 4     |
|    | M    |      | Antony Robic        | 4       | -               | -                 | 4     |
|    | A    |      | Julien Toudic       | 2       | 2               | -                 | 4     |
|    | A    |      | Mamadou Diallo      | 2       | 1               | -                 | 3     |
|    | D    |      | Jordan Adéoti       | 2       | -               | -                 | 2     |
|    | M    |      | Sébastien Renouard  | 2       | -               | -                 | 2     |
|    | M    |      | Martin Mimoun       | 1       | -               | -                 | 1     |
|    | D    |      | Guillaume Rippert   | 1       | -               | -                 | 1     |
|    | M    |      | Damien Tibéri       | 1       | -               | -                 | 1     |
|    |      |      | csc                 | 1       | -               | -                 | 1     |
|    |      |      | Total               | 44      | 3               | 0                 | 47    |